# Прошкин, Николай Игнатьевич
Никола́й Игна́тьевич Про́шкин (1898 — январь 1942) — советский военный деятель, генерал-майор (1940), участник Гражданской и Великой Отечественной войн. В 1941 году попал в немецкий плен, умер в лагере.

## Биография
Николай Прошкин родился в 1898 году в деревне Бухлово Смоленской губернии (ныне Рогнединского района Брянской области) в семье рабочего. После окончания сельской школы работал на фабрике.
В 1918 году вступил в Красную Армию, поступил в пехотную школу. В 1919—1921 годах принимал участие в Гражданской войне в должностях командира взвода, затемроты. После войны в течение пяти лет занимал должность заместителя командира полка по хозяйственной части, затем ту же должность занимал в корпусе.
Окончил высшие командные курсы «Выстрел», после чего пять лет командовал стрелковым батальоном, а ещё четыре года — начальником штаба механизированной бригады и стрелковой дивизии. В 1938 году окончил вечерний факультет Военной Академии имени Фрунзе. С июля 1940 года являлся командиром 58-й горнострелковой дивизии Киевского особого военного округа. 4 июня 1940 года ему было присвоено звание генерал-майора.
Дивизия Прошкина приняла участие в Великой Отечественной войне с первых дней после её начала. Участвовала в боях на Юго-Западном фронте. Дивизия была окружена противником под Уманью и понесла тяжёлые потери. 6 августа 1941 года Прошкин попал в немецкий плен при попытке прорыва из окружения.
Содержался в лагере для военнопленных в польском городе Замосць. Там заболел тифом и в январе 1942 года скончался.